# Херри мет де Блес
Херри мет де Блес, Херри де Патинир, или Чиветта (нидерл. Herri met de Bles, Henri Blès, Herri de Dinant, Herry de Patinir, il Civetta; 1500/1510, Динан, или Бувинь-сюр-Мёз — около 1555) — нидерландский живописец эпохи Северного Возрождения. Наряду с Иоахимом Патиниром считается одним из основоположников европейской пейзажной живописи.

## Биография
О жизни художника сохранилось крайне мало достоверных сведений. В частности, неизвестно даже его собственное имя. Прозвание «мет де Блес» (нидерл. Herri met de Bles — с белым пятном) он, по утверждению Карела ван Мандера в «Книге о художниках» (1604), получил по белому локону в волосах. В Нидерландах его называли «живописцем совы», или «Чиветтой» от (итал. civetta — сова) — так как монограммой, которую художник использовал вместо подписи на своих картинах, была маленькая фигурка совы, обычно спрятанная в дупле дерева или в полости между камнями. Обнаружить её полагалось зрителю.
Вероятно, что художник был родом из того же места, что и пейзажист Иоахим Патинир. Предполагается, что он был племянником Патинира, с 1535 года работавшего в Антверпене, и настоящее имя живописца — Херри де Патинир (нидерл. Herry de Patinir). Возможно, он был учеником Лукаса Гасселя, который был старше его как минимум на десять лет.
Большую часть жизни Херри мет де Блес провёл в Антверпене. В 1535 году вступил в антверпенскую Гильдию Святого Луки. Неизвестно, был ли он в Италии. По одним сведениям, художник умер в Антверпене, по другим — в Ферраре, при дворе герцога дель Эсте. Год его смерти также в точности неизвестен.

## Творчество
Херри мет де Блес вместе с Иоахимом Патиниром и Лукасом Гасселем внёс значительный вклад в создание особой жанровой разновидности пейзажной живописи Северного Возрождения, называемой «панорамным стилем» (Weltlandschaft), в основном основанной на работах Герарда Давида и объединяющего небольшие исторические или религиозные сцены в композиции, определяемые перспективой и атмосферными эффектами. Херри мет де Блеса также причисляют к группе южно-нидерландских художников — последователей Иеронима Босха, вместе с Яном Мандейном, Яном Велленсом де Коком и Питером Гейсом. Эти мастера продолжали традиции фантастической живописи Босха, и их творчество иногда называют «северным маньеризмом» (в отличие от итальянского маньеризма).
Художники писали пейзажи, видимые с высокой точки зрения, и фантастические скальные массивы. В пейзажах де Блеса также отразились «пантеистическая философия и мироощущение, свойственные эпохе Северного Возрождения, библейская символика, сказочность, фантастичность мышления и неповторимое, индивидуальное поэтическое чувство сопереживания природе». Блес, как и Патинир, строил изобразительное пространство чередованием пространственных планов, основанных на контрасте тёплых и холодных тонов: первого тёмно-коричневого, второго зеленоватого, и третьего, самого дальнего, светло-голубого.
В 1915 году Макс Якоб Фридлендер в своей работе «Антверпенские маньеристы 1520 года» (Die Antwerpener Manieristen von 1520) предпринял первую попытку навести порядок в растущем числе произведений из Нидерландов, которые были каталогизированы под «смущающим именем» «Pseudo-Herri Met de Bles» (позднее: «Pseudo Bles»).

## Галерея

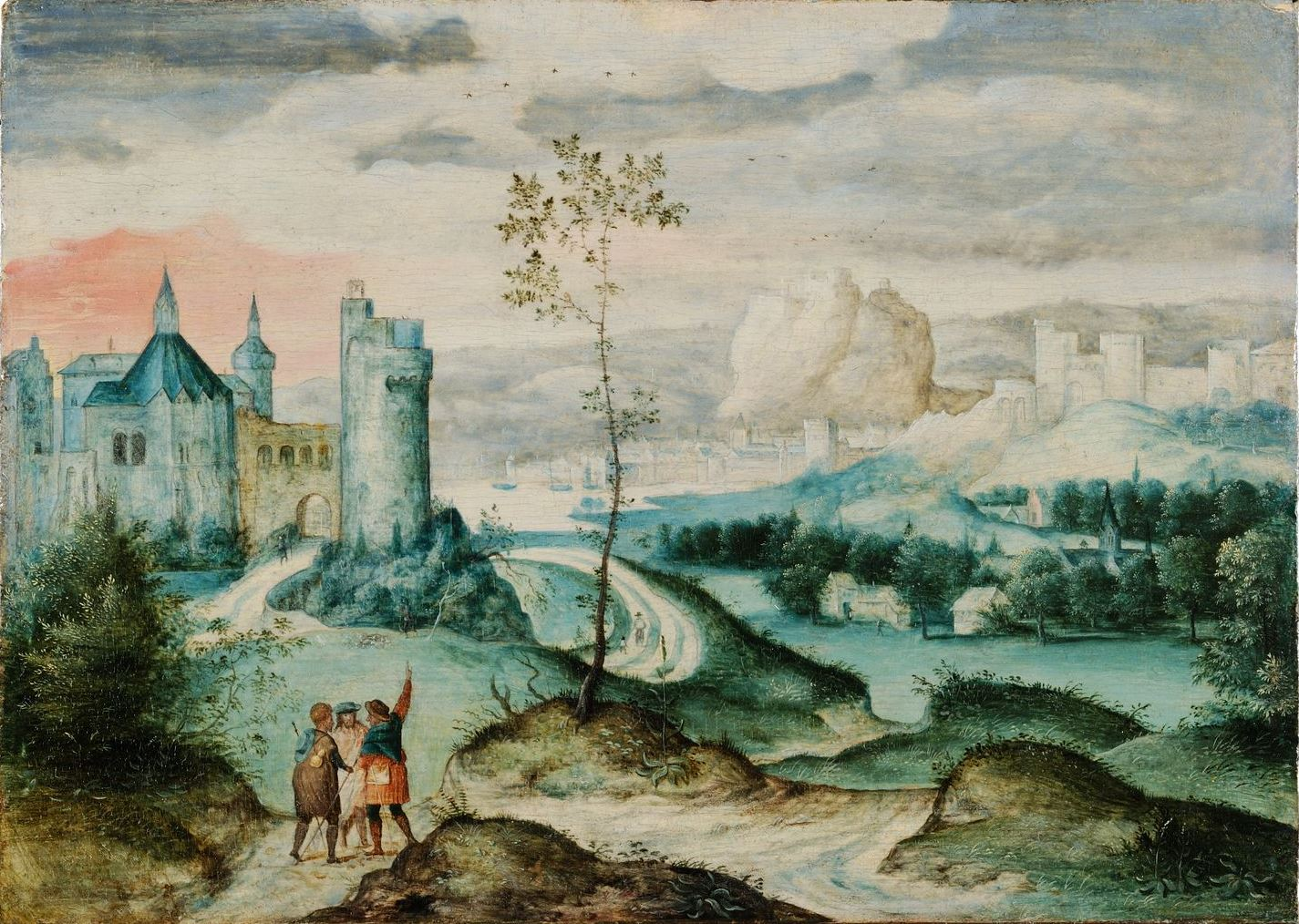
Пейзаж со встречей по дороге в Эммаус. 1530-е. Дерево, масло. Муниципальный музей древнего искусства, Намюр, Бельгия
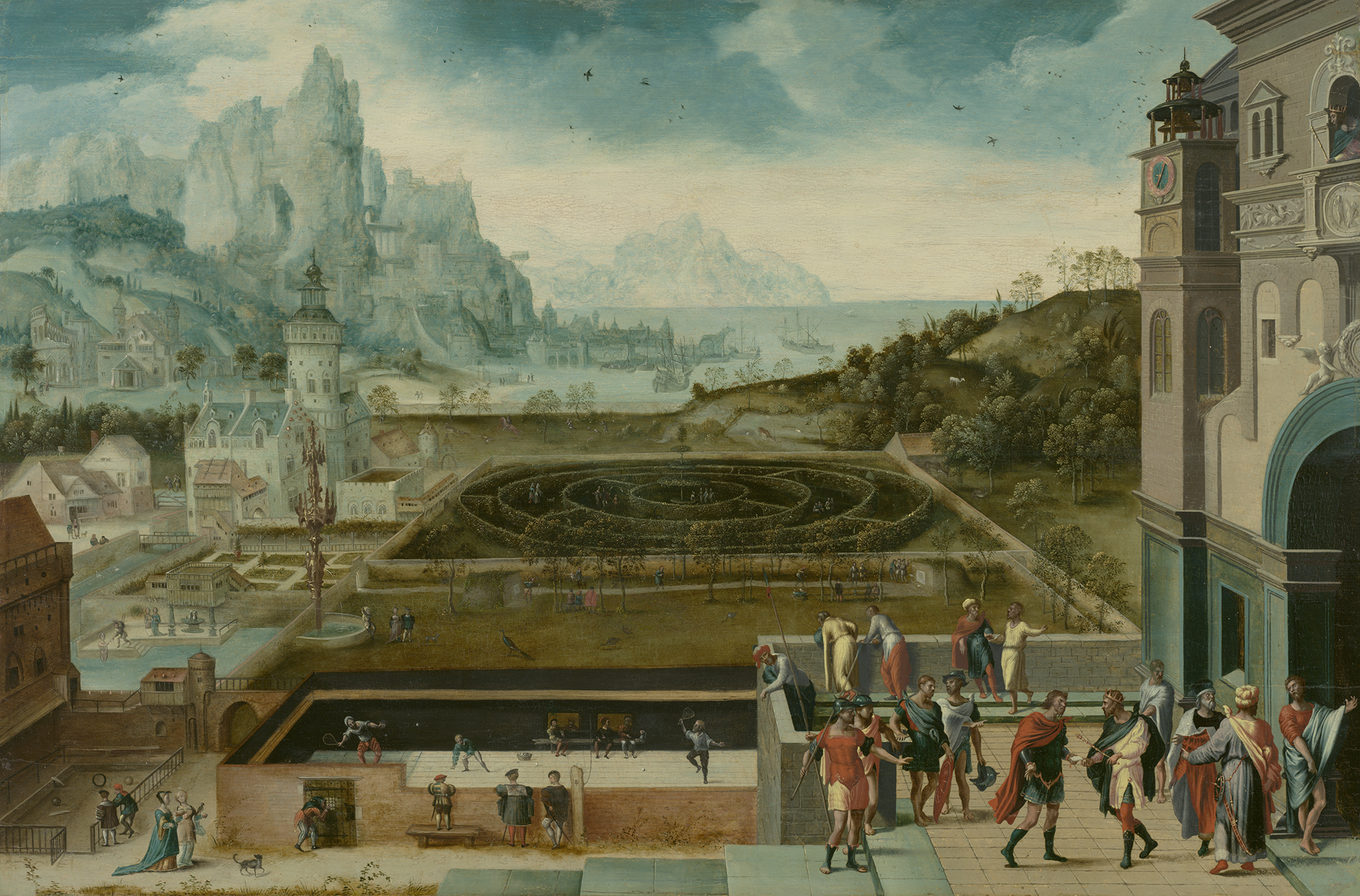
История Давида и Вирсавии. Между 1535 и 1540. Дерево, масло. Музей Изабеллы Стюарт Гарднер, Бостон, США
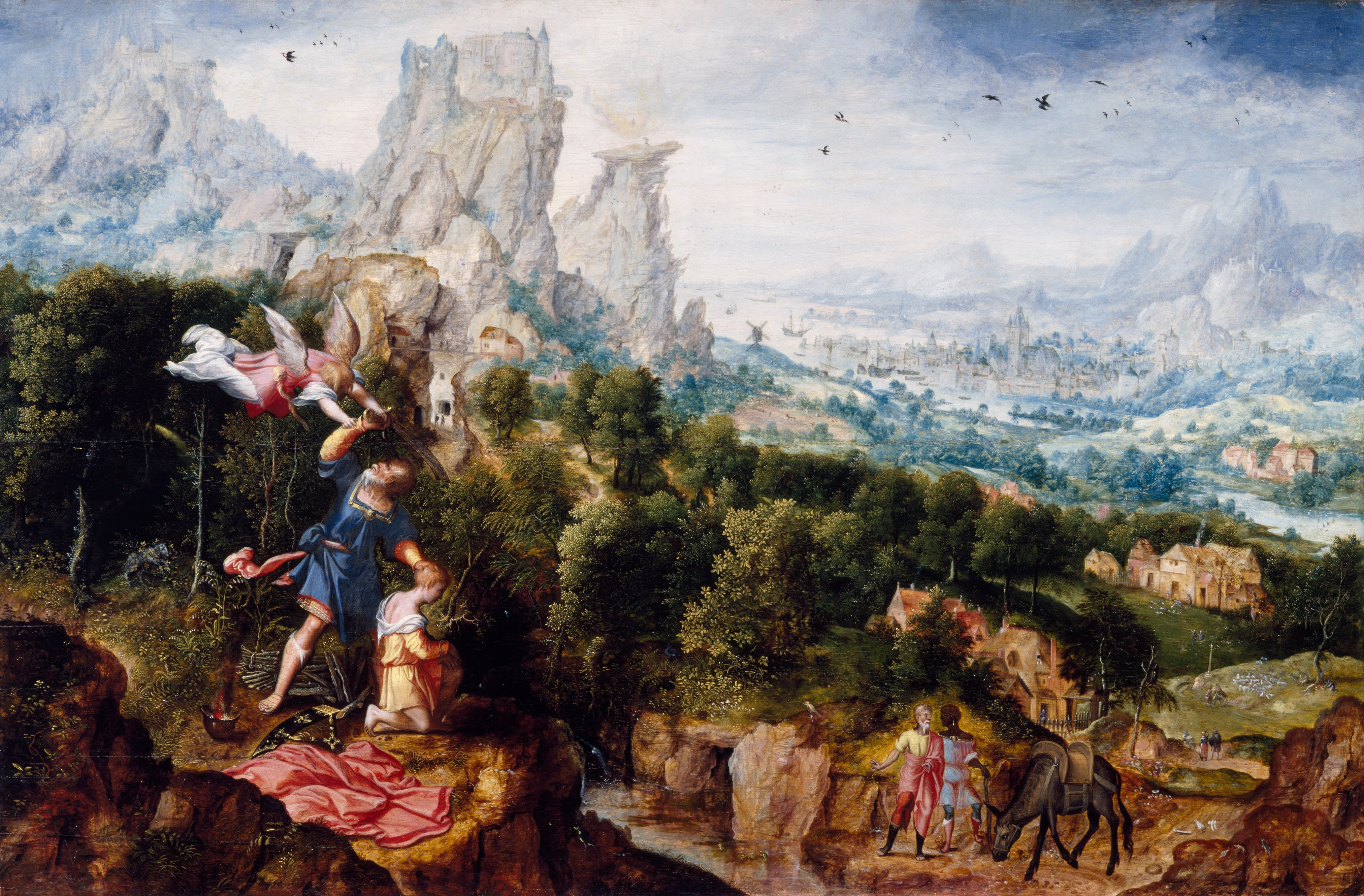
Пейзаж с жертвоприношением Исаака. Ок. 1540. Дерево, масло. Художественный музей Цинциннати, США
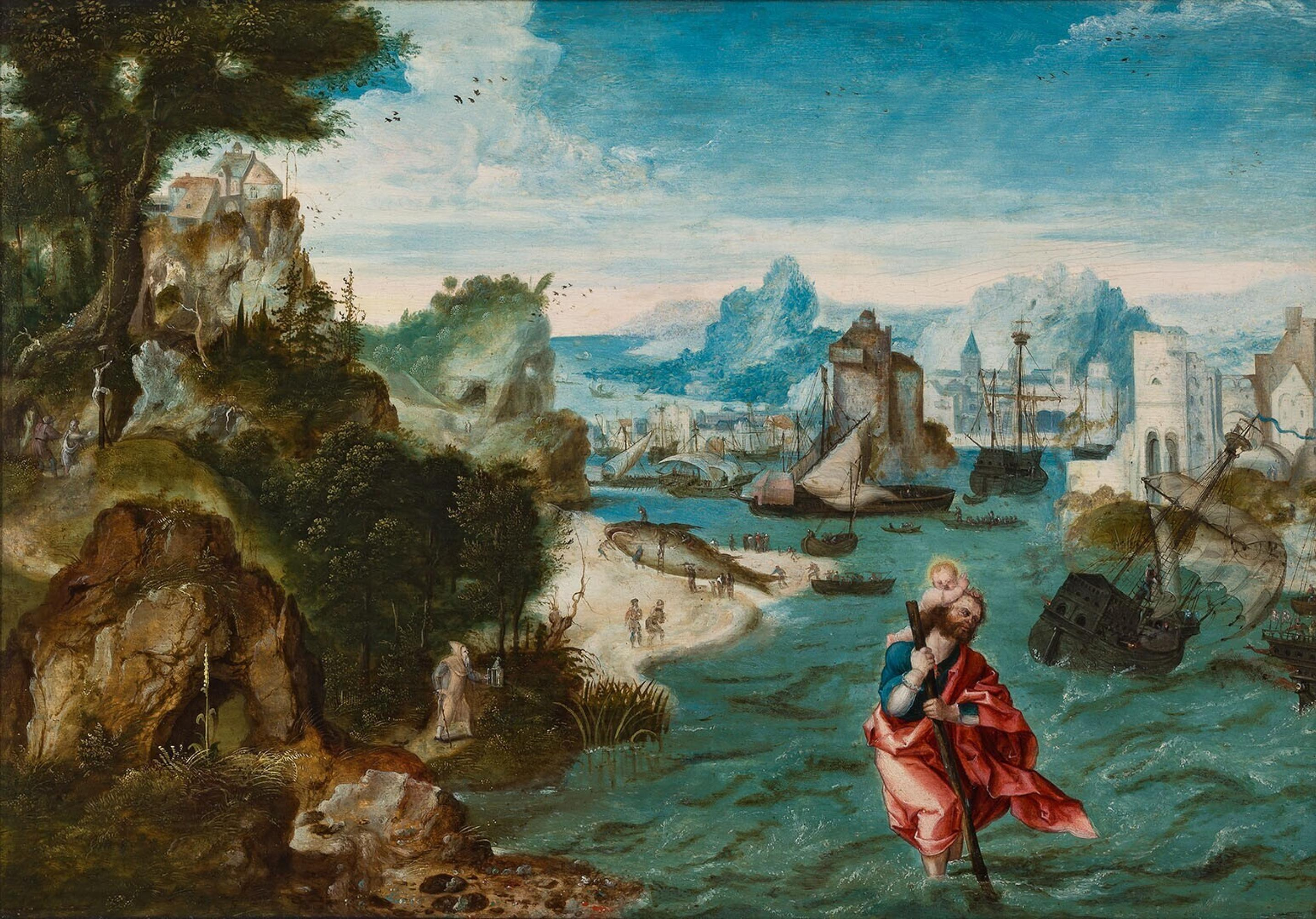
Пейзаж со Святым Христофором. Между 1535 и 1545. Дерево, масло. Музей Бойманса-ван Бёнингена, Роттердам
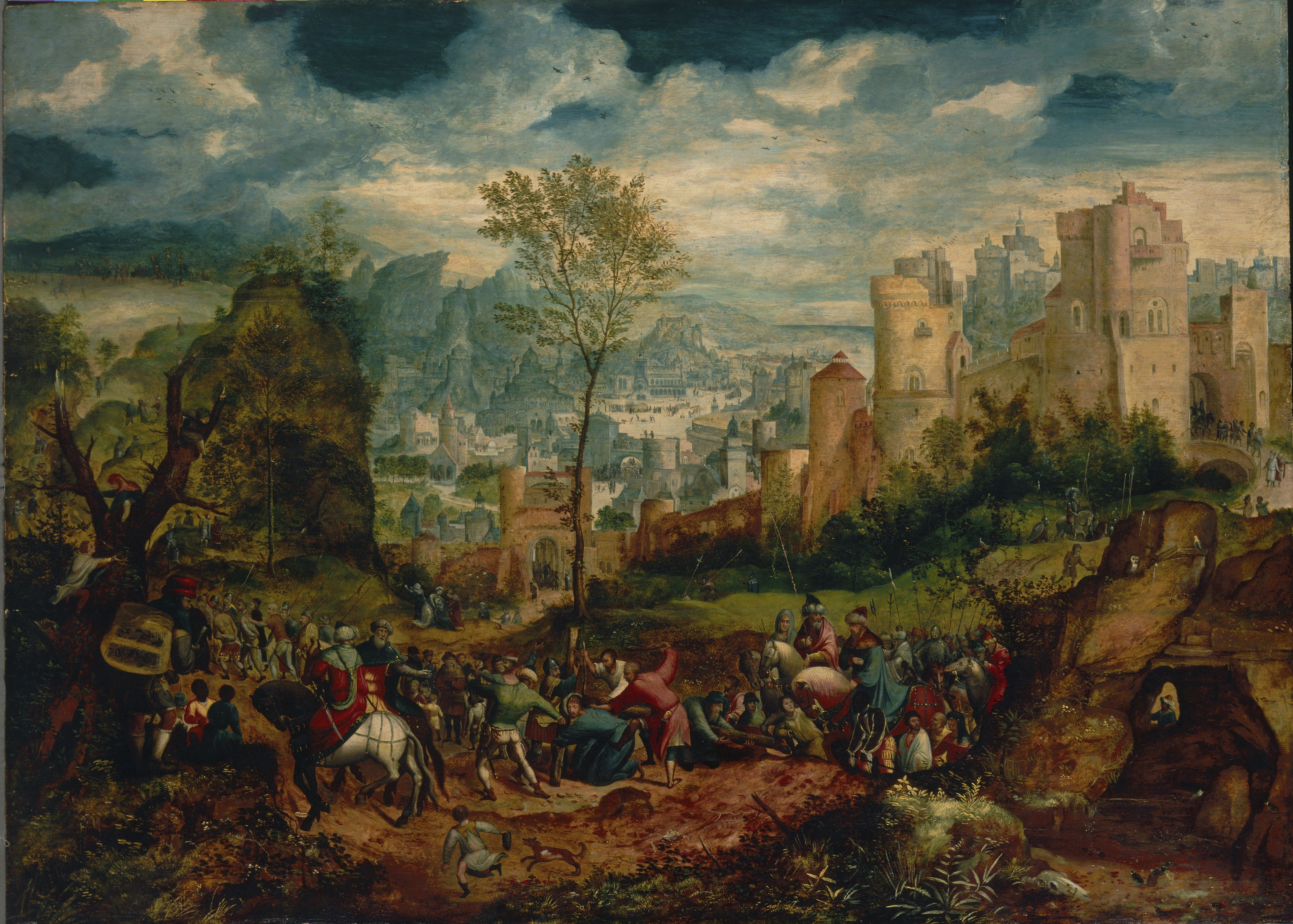
Путь на Голгофу. Ок. 1535. Дерево, масло. Художественный музей Принстонского университета, США
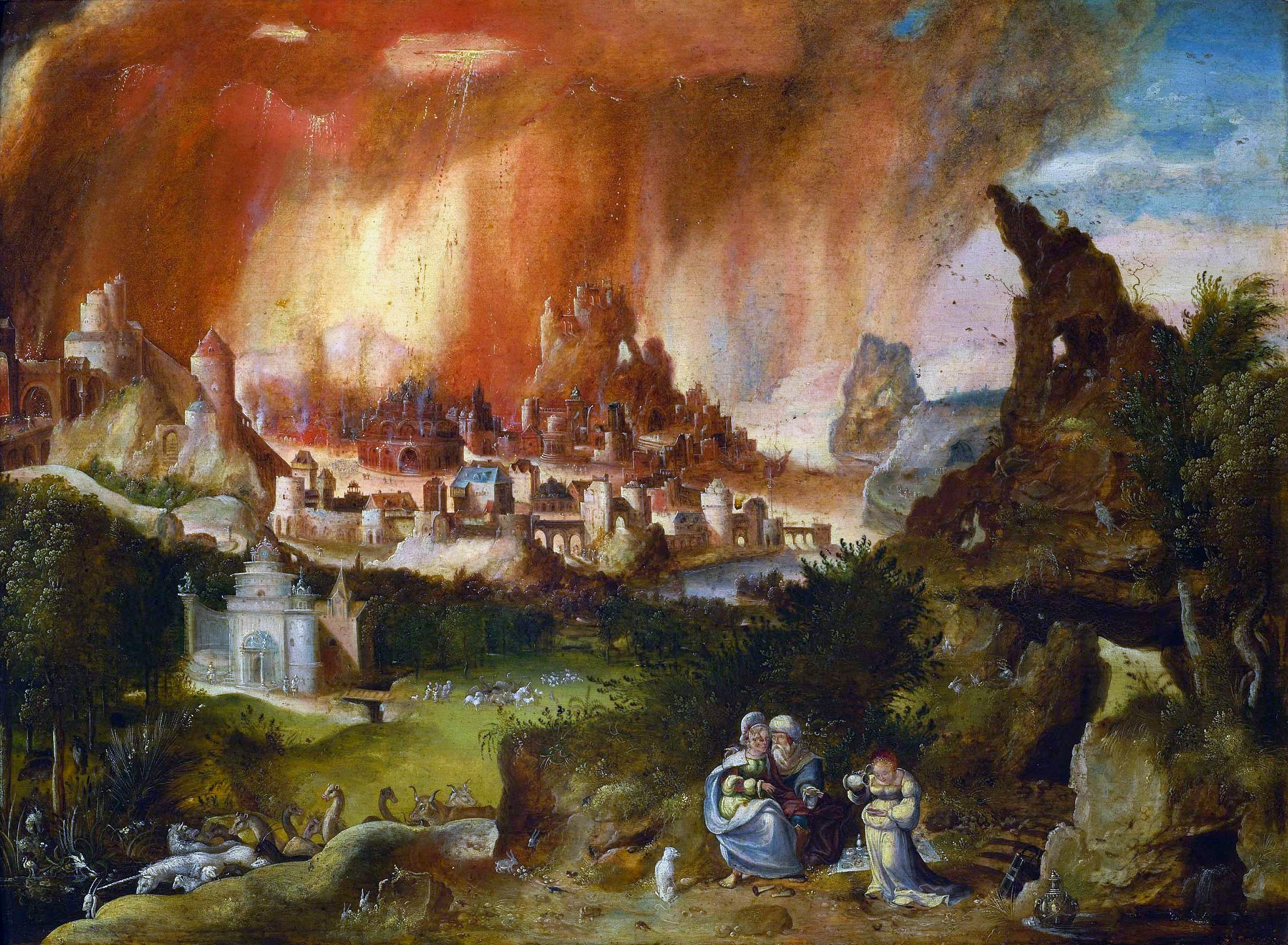
Пейзаж с Содомом в огне и Лот с дочерьми. 1530-е. Дерево, масло. Национальный музей, Варшава
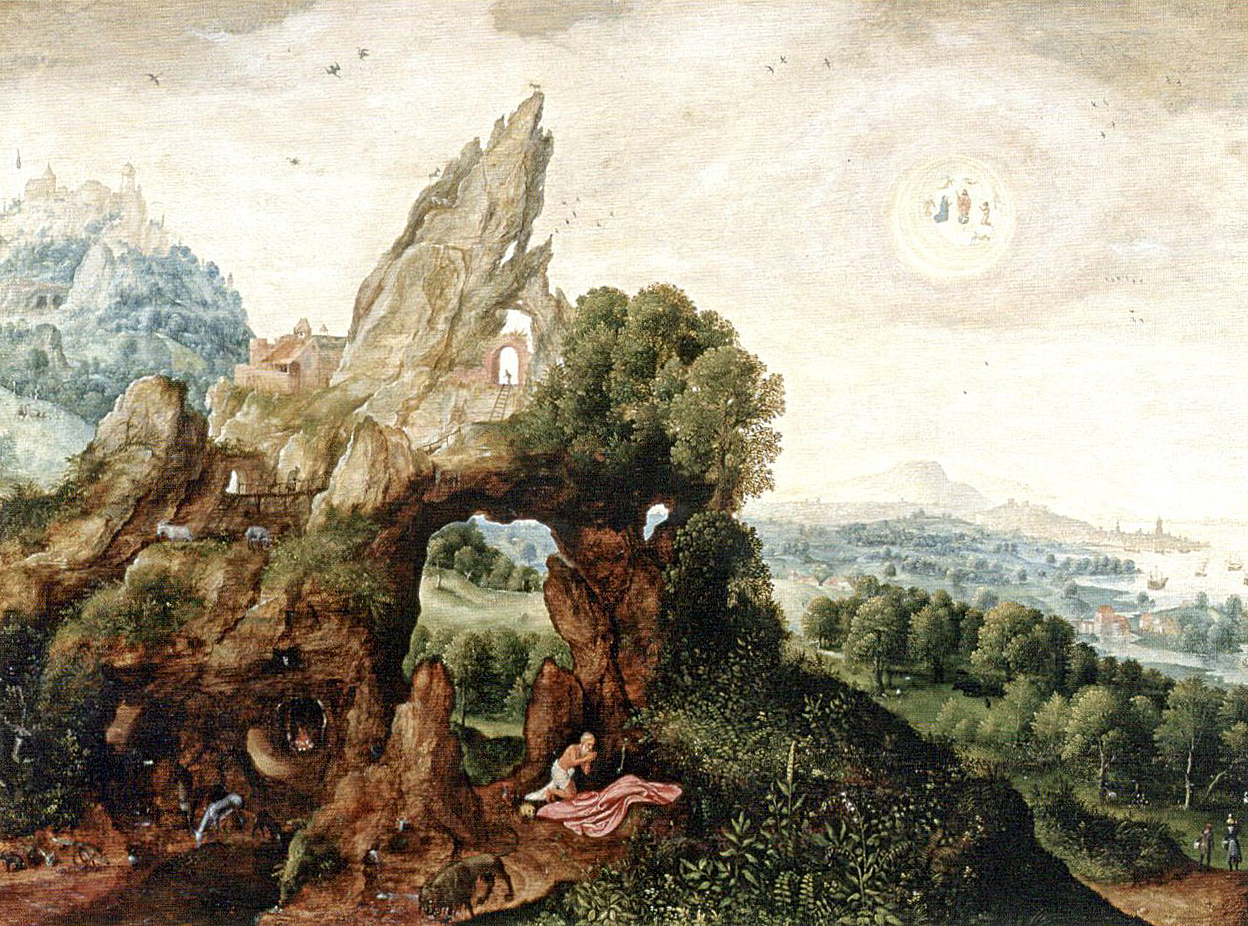
Святой Иероним за молитвой. 1530-е. Дерево, масло. Муниципальный музей древнего искусства, Намюр, Бельгия

## В популярной культуре
В романе Ричарда Пауэрса «Вариации золотого жука» (1991) один из главных героев работает над диссертацией, тема которой — «Герри мет де Блес». Неизвестность художника и его своеобразная образность вплетены в мотивы романа. В романе Ольги Токарчук «Эмпузион» (1922), где действие проиходит в 1913 г. в туберкулёзном санатории в Герберсдорфе (Силезия, Пруссия), один из второстепенных персонажей — Тило фон Ган, студент школы изящных искусств из Берлина, — работает над диссертацией «о значении пейзажа в искусстве», при этом особое внимание уделяя художнику Херри мет де Блесу, чьи «картины распылены по мелким коллекциям, и его авторство во многих случаях ненадежно».